# Stilling Sogn
Stilling Sogn er et sogn i Skanderborg Provsti (Århus Stift).
I 1800-tallet var Skanderup Sogn og Stilling Sogn annekser til Skanderborg købstad. Begge sogne hørte til Hjelmslev Herred i Skanderborg Amt. De udgjorde Skanderup-Stilling sognekommune. Den blev i starten af 1960'erne indlemmet i Skanderborg købstad, der ved kommunalreformen i 1970 blev kernen i Skanderborg Kommune.
I Stilling Sogn ligger Stilling Kirke.
I sognet findes følgende autoriserede stednavne:
- Stilling (bebyggelse, ejerlav)
- Gram (bebyggelse)
- Stilling-Solbjerg Sø (vandareal)